# بين روبرتس (كاتب)
بين روبرتس (بالإنجليزية: Ben Roberts)‏ هو كاتب سيناريو أمريكي، ولد في 23 مارس 1916 في بروكلين في الولايات المتحدة، وتوفي في 12 مايو 1984 في لوس أنجلوس في الولايات المتحدة.

## وصلات خارجية
- بين روبرتس على موقع IMDb (الإنجليزية)
- بين روبرتس على موقع ألو سيني (الفرنسية)
- بين روبرتس على موقع أول موفي (الإنجليزية)
- بين روبرتس على موقع قاعدة بيانات برودواي على الإنترنت (الإنجليزية)
- بين روبرتس على موقع قاعدة بيانات الأفلام السويدية (السويدية)
- بين روبرتس على موقع قاعدة بيانات الفيلم (الإنجليزية)
- بين روبرتس على موقع كينوبويسك (الروسية)